# Earl Bernard Murray
Earl Bernard Murray (* 1926 in San Francisco; † 3. März 2002 ebenda) war ein US-amerikanischer Trompeter und Dirigent.
Murray war Musiker in fünfter Generation; sein Vater Ralph Murray war Tubist im San Francisco Symphony Orchestra und langjähriger Dirigent der Golden Gate Park Band. Er besuchte die Lowell High School und studierte an der University of California at Berkeley. Daneben nahm er Trompetenunterricht bei Benjamin Klatzkin und Kompositionsunterricht bei David Sheinfeld.
Er wurde Trompeter im San Francisco Symphony Orchestra unter Pierre Monteux. Achtzehnjährig debütierte er als Dirigent des San Francisco Recreational Symphony und gewann dabei die Aufmerksamkeit Monteux', der ihn in seine  Monteux Summer Conducting School in Hancock, Maine, aufnahm und als offiziellen Schüler bestätigte. 1951 dirigierte er das San Francisco Symphony bei den Stern Grove Concerts und im Folgejahr wurde er musikalischer Direktor in Lew und William Christiansens San Francisco Ballet. Er dirigierte dann das  San Francisco Symphony Orchestra bei den Youth Concerts, Galakonzerte der San Francisco Opera und Rundfunkkonzerte in der Standard Hour.
In den nächsten Jahren dirigierte er das Monterey Symphony Orchestra, das Orchester des Salt Lake City Ballet und das Boston Pops Orchestra; 1959 wurde er musikalischer Direktor des San Diego Symphony Orchestra. Von hier wechselte er zum Dallas Symphony Orchestra. Später widmete er sich vor allem der Förderung des musikalischen Nachwuchses in Projekten wie dem San Francisco  All-City Youth Orchestra und dem Cazadero Music Camp. Murray starb im Alter von 76 Jahren im California Pacific Medical Center seiner Heimatstadt an Speiseröhrenkrebs.